# Catorzena legislatura del Parlament de Catalunya
La catorzena legislatura del Parlament de Catalunya (inicialment anomenada tretzena legislatura de la Catalunya autonòmica) va canviar de nom el 2 de juny de 2021, quan el Parlament de Catalunya va aprovar la Resolució 9/XIII, que establia que la legislatura es denominaria catorzena legislatura del Parlament de Catalunya a partir del 4 de juny de 2021 en reconeixement del fet que la primera legislatura havia estat la de Macià el 1932, i va sorgir de les eleccions celebrades el 14 de febrer de 2021, convocades quan es va exhaurir el termini legal en el qual el Parlament de Catalunya va ser incapaç de nomenar un nou president de la Generalitat després de la inhabilitació de Joaquim Torra i Pla. El 15 de gener, a causa de la crisi sanitària es va deixar sense efecte la convocatòria i es van posposar al 30 de maig de 2021, però una resolució del TSJC va mantenir en vigor la data del 14 de febrer.

## Eleccions
Les eleccions celebrades el 14 de febrer de 2021 van estar marcades per la baixa participació; si a les eleccions del 2017 es va batre el rècord de participació en unes eleccions al Parlament de Catalunya (79,09%), les de 2021 van registrar-hi la participació més baixa (53,54%).
El Partit del Socialistes de Catalunya va guanyar les eleccions en vots i amb els mateixos escons que Esquerra Republicana, un total de 33. Junts per Catalunya va quedar en tercer lloc, amb 32 diputats. El partit d'extrema dreta Vox va entrar per primer cop a la cambra catalana, amb 11 escons. En Comú Podem-Podem en Comú va mantenir-se en la cinquena posició en nombre de vots, aconseguint 8 diputats, però la Candidatura d'Unitat Popular - Un nou cicle per guanyar va superar els comuns en nombre d'escons, aconseguint-ne 9. Ciutadans, que havia guanyat les eleccions de 2017, va patir una forta davallada, passant de 36 a 6 escons. El Partit Popular va obtenir-ne 3. El Partit Demòcrata va quedar-se a les portes d'entrar al Parlament tot i aconseguir més de 70.000 vots. El bloc independentista va superar per primer cop el 50% dels vots i va assolir 74 escons.

## Constitució de la legislatura
El 12 de març de 2021 va ser el dia en què es va constituir la XIII legislatura. La mesa d'edat va ser presidida pel diputat amb més edat (Ernest Maragall, d'ERC) i amb els dos diputats més joves exercint com a secretaris (Alberto Tarradas, de Vox, i David González, del PSC). La mesa va resoldre favorablement per unanimitat la sol·licitud de vot delegat de Teresa Pallarès (de Junts, absent per malaltia) i de Pau Juvillà (de la CUP-G, absent per ser contacte estret d'un contagiat de coronavirus), però va desestimar la demanda de Lluís Puig, exiliat a Brussel·les, amb el vot favorable del president de la mesa d'edat i el vot en contra dels dos secretaris.

### Elecció dels membres de la mesa
| Càrrec                 | Diputat/ada  | Diputat/ada                     | Inici de mandat      | Fi de mandat        | Partit polític | Partit polític                                          |
| ---------------------- | ------------ | ------------------------------- | -------------------- | ------------------- | -------------- | ------------------------------------------------------- |
| Presidenta             | Laura Borràs | Laura Borràs i Castanyer        | 12 de març de 2021   | 1 de juny de 2023   |                | Junts per Catalunya                                     |
| Presidenta             | Anna Erra    | Anna Erra i Solà                | 9 de juny de 2023    |                     |                | Junts per Catalunya                                     |
| Vicepresidenta primera |              | Anna Caula i Paretas            | 12 de març de 2021   | 15 de juny de 2021  |                | Esquerra Republicana de Catalunya                       |
| Vicepresidenta primera |              | Alba Vergés i Bosch             | 15 de juny de 2021   |                     |                | Esquerra Republicana de Catalunya                       |
| Vicepresidenta segona  |              | Eva Granados Galiano            | 12 de març de 2021   | 5 d'octubre de 2021 |                | Partit dels Socialistes de Catalunya                    |
| Vicepresidenta segona  |              | Assumpta Escarp Gibert          | 5 d'octubre de 2021  |                     |                | Partit dels Socialistes de Catalunya                    |
| Secretari primer       |              | Ferran Pedret i Santos          | 12 de març de 2021   |                     |                | Partit dels Socialistes de Catalunya                    |
| Secretari segon        |              | Jaume Alonso-Cuevillas i Sayrol | 12 de març de 2021   | 5 d'abril de 2021   |                | Junts per Catalunya                                     |
| Secretari segon        |              | Aurora Madaula i Giménez        | 29 d'abril de 2021   |                     |                | Junts per Catalunya                                     |
| Secretari tercer       |              | Pau Juvillà i Ballester         | 12 de març de 2021   | 28 de gener de 2022 |                | Candidatura d'Unitat Popular - Un nou cicle per guanyar |
| Secretari tercer       |              | Carles Riera i Albert           | 22 de febrer de 2022 |                     |                | Candidatura d'Unitat Popular - Un nou cicle per guanyar |
| Secretari quart        |              | Ruben Wagensberg Ramon          | 12 de març de 2021   |                     |                | Esquerra Republicana de Catalunya                       |

## Elecció del president
El candidat a presidir la Generalitat de Catalunya és el cap de llista d'Esquerra Republicana, Pere Aragonès. La presidenta del Parlament, Laura Borràs, el proposà com a candidat després de mantenir una ronda de consultes amb els vuit partits de la cambra legislativa catalana.
La primera convocatòria d'investidura es va realitzar el 26 de març de 2021, on el candidat no va obtenir la preceptiva majoria absoluta, i una segon el 30 de març on tampoc va aconseguir la majoria simple necessària. La CUP-G i ERC havien arribat a un acord per votar a favor de la investidura d'Aragonès i van instar Junts per Catalunya a votar-hi a favor, però aquests van decidir abstenir-se donant marge per tal de seguir negociant un acord. La resta de partits de la cambra van votar-hi en contra.
El termini per investir el president acabava el 26 de maig, després del qual, s'haurien convocat eleccions. Finalment, ERC i Junts per Catalunya van signar un acord de govern en coalició que va permetre afrontar una segona convocatòria d'investidura pel 21 de maig de 2021, en la qual el candidat Pere Aragonès va obtenir majoria absoluta a la primera votació amb el suport de ERC, Junts per Catalunya i la CUP-G, amb un total de 74 vots a favor i 61 en contra.
| Candidat                     | Data                                                    | Vot   |    |    |    |    |   |   |   |   | Total    |
| ---------------------------- | ------------------------------------------------------- | ----- | -- | -- | -- | -- | - | - | - | - | -------- |
| Pere Aragonès i Garcia (ERC) | 26 de març de 2021 Majoria absoluta necessària (68/135) | Sí    |    | 33 |    |    | 9 |   |   |   | 42 / 135 |
| Pere Aragonès i Garcia (ERC) | 26 de març de 2021 Majoria absoluta necessària (68/135) | No    | 33 |    |    | 11 |   | 8 | 6 | 3 | 61 / 135 |
| Pere Aragonès i Garcia (ERC) | 26 de març de 2021 Majoria absoluta necessària (68/135) | Abst. |    |    | 32 |    |   |   |   |   | 32 / 135 |
| Pere Aragonès i Garcia (ERC) | 30 de març de 2021 Majoria simple necessària            | Sí    |    | 33 |    |    | 9 |   |   |   | 42 / 135 |
| Pere Aragonès i Garcia (ERC) | 30 de març de 2021 Majoria simple necessària            | No    | 33 |    |    | 11 |   | 8 | 6 | 3 | 61 / 135 |
| Pere Aragonès i Garcia (ERC) | 30 de març de 2021 Majoria simple necessària            | Abst. |    |    | 32 |    |   |   |   |   | 32 / 135 |
| Pere Aragonès i Garcia (ERC) | 21 de maig de 2021 Majoria absoluta necessària (68/135) | Sí    |    | 33 | 32 |    | 9 |   |   |   | 74 / 135 |
| Pere Aragonès i Garcia (ERC) | 21 de maig de 2021 Majoria absoluta necessària (68/135) | No    | 33 |    |    | 11 |   | 8 | 6 | 3 | 61 / 135 |

## Govern de Catalunya 2021-2024
El president Pere Aragonès va conformar un govern de coalició entre Esquerra Republicana de Catalunya i Junts per Catalunya, el primer paritari de la història de la institució, amb 14 conselleries.

## Canvis de grup de diputats
Antonio Gallego Burgos, escollit en les llistes de Vox va abandonar el seu grup parlamentari el 2 de novembre de 2022, i Cristina Casol Segués, escollida a les llistes de Junts per Catalunya i va fer el propi el 30 de gener de 2024.

## Canvi de nom de la legislatura
Per la resolució 9/XIII adoptada el 2 de juny del 2021 per iniciativa del Junts per Catalunya, Esquerra Republicana, Candidatura d’Unitat Popular i En Comú Podem amb esmenes de tots quatre i de Ciutadans, el Parlament de Catalunya va manifestar la voluntat de considerar primera la legislatura començada el 6 de desembre del 1932 i interrompuda per l'esclat de la Guerra Civil espanyola, i passar, doncs, de la tretzena a la catorzena. Així doncs, amb la publicació de la resolució el 4 de juny del 2021, la denominació oficial de la legislatura va canviar. Aquesta resolució va ser una proposta de la Comissió de la Dignitat amb un caràcter més aviat simbòlic.
El 28 de juliol de 2022 la vicepresidenta primera, Alba Vergés, va assumir les funcions de la presidència del Parlament arran de la suspensió dels drets i deures de Laura Borràs com a diputada. El 9 de juny de 2023, la cambra va elegir presidenta del Parlament Anna Erra, de Junts.

## Trencament del govern
Durant el debat anual de política general, el president del grup parlamentari de Junts per Catalunya, Albert Batet, va declarar el 27 de setembre del 2022 estar disposat a demanar que Pere Aragonès se sotmetés a una qüestió de confiança. L'endemà, el president de la Generalitat va destituir el vicepresident, Jordi Puigneró, que estava informat de l'amenaça de la qüestió de confiança anunciada per Batet, però no havia informat Pere Aragonès.
Després que el president rebutgés dues propostes de Junts destinades a recuperar la confiança al si de la coalició de govern, els afiliats de Junts van votar entre el 6 i el 7 d'octubre del 2022 sortir del govern autonòmic amb gairebé el 56% dels vots a favor, fet que va marcar la ruptura de la governança compartida pels independentistes des del 2016. El 10 d'octubre, Pere Aragonès va reorganitzar el seu govern per substituir els exconsellers de Junts, apostant per antics perfils del PSC, En Comú Podem i PDeCAT.

## Polítiques del govern
Per fer front a la crisi de preus de l'habitatge es va desplegar la llei d'habitatge per a regular els preus del lloguer i fer front a l'augment de preus provocat per una oferta insuficient per fer front a l'increment de la població immigrada i l'arribada massiva de turistes, però es va generalitzar la desviació de l'habitatge residencial a usos turístics i al lloguer de temporada per a evitar aplicar la contenció de rendes.

## Avançament electoral 2024
El 13 de març de 2024, el Parlament no va aprovar els pressupostos per un vot de diferència després que el govern va intentar negociar el suport amb PSC, En Comú Podem i Junts per Catalunya. Pere Aragonès va decidir acabar la legislatura i convocar noves Eleccions al Parlament de Catalunya per al 12 de maig de 2024. Les causes del desacord pels pressupostos es relacionaren amb el no rebuig al projecte del macrocasino Hard Rock. Temps després, La Directa publicaria que mitja hora abans del desacord amb els pressupostos, el mateix govern de la Generalitat va trucar els inversors del macrocasino per assegurar-los que malgrat tot el projecte tiraria endavant.